# 奧克蘭 (內布拉斯加州)
奧克蘭（英語：Oakland）是位於美國內布拉斯加州伯特縣的城市。

## 人口
根據2020年美國人口普查的數據，奧克蘭的面積為2.46平方千米，皆為陸地。當地共有人口1369人，而人口密度為每平方千米557人。